# 徳島県立牟岐少年自然の家
徳島県立牟岐少年自然の家（とくしまけんりつ むぎしょうねんしぜんのいえ）は、徳島県海部郡牟岐町に位置する徳島県教育委員会が運営している学習施設（少年自然の家）。
2008年（平成20年）度から指定管理者制度が導入され、2008年（平成20年）4月1日から指定管理者は岡田企画株式会社で管理運営している。

## 概要
室戸阿南海岸国定公園のほぼ中央部にあり、徳島県道147号日和佐牟岐線（南阿波サンライン）沿いに位置する。付近が出羽島、小津島、津島、大島が点在し、背後には鍛冶屋谷山がある。
徳島県内には本施設以外にも2006年（平成18年）3月12日まで徳島県立山川少年自然の家が存在した。
- 指定管理者岡田企画株式会社
  - 2008年（平成20年）4月1日 - 2011年（平成23年）3月31日（3年間）
  - 2011年（平成23年）4月1日 - 2014年（平成26年）3月31日（3年間）
  - 2014年（平成26年）4月1日 - 2017年（平成29年）3月31日（3年間）
  - 2017年（平成29年）4月1日 - 2022年（令和4年）3月31日（5年間）
  - 2022年（令和4年）4月1日 - 2027年（令和9年）3月31日（5年間）

## 施設
1階
- 玄関
- 食堂
- 所長室
- 事務室
- 機械室

2階
- 第1研修室
- 第2研修室
- オリエンテーション室

3階
- プレイホール
- 宿泊室（17室）
- 指導者室
- 和室
- 浴場

4階
- 宿泊室（17室）
- A指導者室
- 和室
- 浴場

海の学習棟
- 海の学習棟
- 海の学習室
- 海の科学室
- 海の部屋

その他
- プール棟
- つどいの広場
- キャンプファイヤー場
- キャンプ場
- 野外炊飯場
- スポーツ広場